# Communauté de communes de la Hague
Pour les articles homonymes, voir CCH.
La communauté de communes de la Hague (CCH) est une ancienne communauté de communes française, située dans le département de Manche et la région Normandie.

## Historique
L'histoire du district de la Hague est intimement liée à celle de l'usine de retraitement de la Hague. Il a été créé en 1977, sous l'impulsion du conseiller général et maire d'Acqueville, Paul Gosselin, ainsi que du sous-préfet de Cherbourg, Yves Bonnet, alors que l'usine atomique du CEA passait sous la gestion de la Cogéma, entreprise assujettie aux impôts locaux.
L'objectif est alors de gérer l'alimentation en eau potable, le transport scolaire, la gestion du Centre de secours contre l'incendie et répartir solidairement la taxe professionnelle collectée de l'usine de retraitement de la Hague et de ses zones industrielles connexes. Cette entité fut l'une des toutes premières expériences françaises de collectivité regroupant plusieurs communes autour du partage des moyens et des compétences.
Avec le Grand chantier, le district s'est engagé dans la construction d'équipements collectifs (routes, écoles…) pour accueillir l'afflux de population. Les années 1980 voient le désendettement progressif de la collectivité et l'augmentation de ses attributions. En 1990, alors que la fin du Grand Chantier s'annonce, est créé le CIAS.
Le district de la Hague est devenu communauté de communes le 28 décembre 2001. La CCH participait également aux projets du Nord-Cotentin, tels que le syndicat mixte du Cotentin.
Avec 360 employés, elle était le deuxième employeur du canton, après Areva et devant le tourisme.
Les dix-neuf communes de la Hague ont décidé de fusionner. Depuis le 1er janvier 2017, elles forment une seule commune, la commune nouvelle de La Hague.
Le 1er janvier 2017, les communautés de communes de Douve et Divette, de la Côte des Isles, de la Vallée de l'Ouve, du Cœur du Cotentin, de la région de Montebourg, de Douve et Divette, de Saint-Pierre-Église, du Val de Saire et de la Saire fusionnent. Elles sont rejointes par les communes nouvelles de Cherbourg-en-Cotentin et de La Hague pour former la communauté d'agglomération du Cotentin.

## Composition
Son territoire recouvrait celui de l'ancien canton de Beaumont-Hague fédérant dix-neuf communes :
| Nom                    | Code Insee | Gentilé                 | Superficie (km2) | Population (dernière pop. légale) | Densité (hab./km2) |
| ---------------------- | ---------- | ----------------------- | ---------------- | --------------------------------- | ------------------ |
| Beaumont-Hague (siège) | 50041      | Beaumontais             | 7,90             | 1 410 (2021)                      | 178                |
| Acqueville             | 50001      | Acquevillais            | 5,79             | 636 (2021)                        | 110                |
| Auderville             | 50020      | Audervillais            | 4,33             | 219 (2021)                        | 51                 |
| Biville                | 50057      | Bivillais               | 8,70             | 493 (2021)                        | 57                 |
| Branville-Hague        | 50073      | Branvillais             | 2,12             | 171 (2021)                        | 81                 |
| Digulleville           | 50163      | Digullevillais          | 7,89             | 246 (2021)                        | 31                 |
| Éculleville            | 50171      | Écullevillais           | 2,33             | 47 (2021)                         | 20                 |
| Flottemanville-Hague   | 50187      | Flottemanvillais        | 11,39            | 986 (2021)                        | 87                 |
| Gréville-Hague         | 50220      | Grévillais              | 10,03            | 660 (2021)                        | 66                 |
| Herqueville            | 50242      | Herquevillais           | 2,91             | 145 (2021)                        | 50                 |
| Jobourg                | 50257      | Jobourgais              | 10,15            | 506 (2021)                        | 50                 |
| Omonville-la-Petite    | 50385      | Omonvillais             | 6,16             | 123 (2021)                        | 20                 |
| Omonville-la-Rogue     | 50386      | Omonvillais             | 4,29             | 436 (2021)                        | 102                |
| Sainte-Croix-Hague     | 50460      | Sainte-Croisais         | 9,84             | 800 (2021)                        | 81                 |
| Saint-Germain-des-Vaux | 50477      | Saint-Germagnais        | 6,36             | 315 (2021)                        | 50                 |
| Tonneville             | 50600      | Tonnevillais            | 3,84             | 587 (2021)                        | 153                |
| Urville-Nacqueville    | 50460      | Urvillais-Nacquevillais | 11,58            | 1 958 (2021)                      | 169                |
| Vasteville             | 50620      | Vastevillais            | 16,72            | 1 158 (2021)                      | 69                 |
| Vauville               | 50623      | Vauvillais              | 16,35            | 327 (2021)                        | 20                 |

## Démographie
| 2012   | 2013   | 2014   |
| ------ | ------ | ------ |
| 11 932 | 11 886 | 11 840 |

## Compétences
En matière de développement, d'aménagement économique, social et culturel.
- Création et aménagement de zones d'habitations industrielles, artisanales ou commerciales y compris la construction de bâtiment industriels.
- Création et/ou gestion des équipements de caractère sportif, socio-éducatif, culturel.
- Aménagement et gestion des établissements de l'enseignement maternel et primaire.
- Travaux de gros œuvre des édifices cultuels, création et entretien d'ouvrages de protection du littoral ainsi que les études et réalisations d'aménagement du littoral.
- Études et réalisations concernant l'amélioration de l'habitat.
- Études et schémas d'urbanisme.

En matière de gestion des services à caractère collectif.
- Production en eau potable.
- Création et gestion des réseaux d'eau potable.
- Création et gestion des réseaux et station d'eaux usées, des réseaux d'eaux pluviales.
- Électrification.
- Les réseaux de télécommunication.
- Travaux de voirie rurale et communale ainsi que le réseau d'éclairage public.
- Transport scolaire, restauration scolaire, aménagement du temps de vie scolaire.
- Enlèvement et traitement des ordures ménagères.
- Centre intercommunal d'action sociale.
- Intervenir dans la réalisation et assurer sa participation dans la gestion de la Résidence pour Personnes Âgées ou semi-dépendantes.
- Coordination des bibliothèques, création et gestion d'un espace public numérique.
- Actions de soutien à la vie associative intercommunale.
- Accueil et l'accompagnement des services publics de l'État.

## Administration
Elle était présidée depuis 1995, par Michel Canoville, maire d'Omonville-la-Rogue.
| Période                                  | Période | Identité         | Étiquette | Qualité                                  |
| ---------------------------------------- | ------- | ---------------- | --------- | ---------------------------------------- |
| 1977                                     | 1983    | Paul Gosselin    |           | Maire d'Acqueville et conseiller général |
| 1983                                     | 1985    | Bernard Dalmont  |           | Maire de Vasteville                      |
| 1985                                     | 1995    | Louis Sanson     |           | Maire de Jobourg                         |
| 1995                                     | 2016    | Michel Canoville | SE        | Maire d'Omonville-la-Rogue               |
| Les données manquantes sont à compléter. |         |                  |           |                                          |

## Financement
Elle gérait un budget important (30 à 40 millions d'euros selon les années entre 1999 et 2004), notamment grâce aux impôts locaux payés par l'Usine de retraitement de la Hague (21 à 25 millions €).